# João Gomes Júnior
João Luiz Gomes Júnior (né le 21 janvier 1986 à Vitória) est un nageur brésilien. Spécialiste de la brasse, il est aujourd'hui l'un des meilleurs au monde avec deux médailles mondiales au 50 mètres brasse (une d'argent et une de bronze). Au 100 m brasse, il a été finaliste olympique en 2016 et champion aux Jeux panaméricains de 2019.

## Carrière internationale

### 2009–12
Il faisait partie de la délégation nationale brésilienne qui a participé aux Championnats du monde de natation 2009 à Rome, où il a participé aux 50 mètres et 100 mètres brasse. Il est allé à la finale du 50 mètres brasse, terminant à la 7e place. Il a également terminé 30e au 100 mètres brasse,.
Gomes a obtenu la médaille d'or à l'Open de Paris 2009, au 50 mètres brasse.
Aux Jeux sud-américains de 2010, il a remporté la médaille d'argent au 50 mètres brasse et le bronze au 100 mètres brasse.
Il était aux Championnats pan-pacifiques 2010 à Irvine, où il a terminé 7e au 50 mètres brasse et 13e au 100 mètres brasse,.
Aux Championnats du monde de natation en petit bassin 2010 à Dubaï, João a terminé 11e au 50 mètres brasse.
Participant à l'Universiade d'été de 2011, João a remporté la médaille d'argent au 50 mètres brasse et le bronze au 100 mètres brasse,.
Aux Championnats du monde de natation en petit bassin 2012, à Istanbul, João était tout près d'obtenir une médaille historique. Il a terminé à la 4e place du 50 mètres brasse et 11e au 100 mètres brasse, et a aidé le 4 × 100 mètres quatre nages du Brésil à se qualifier pour la finale où le relais a terminé à la 4e place,,,.

### 2013-2016
Aux Championnats du monde de natation 2013 à Barcelone, João a terminé 14e du 100 mètres brasse. Au 50 mètres brasse, il s'est qualifié en troisième place pour la finale, avec un temps de 27,05 secondes. Dans la finale, a terminé 5e, avec un temps de 27,20 secondes,,,,.
Aux Championnats pan-pacifiques 2014 à Gold Coast, Queensland, Australie, il a terminé 10e au 100 mètres brasse.
Au Trophée Maria Lenk 2016, il s'est classé aux Jeux olympiques d'été de 2016 à Rio de Janeiro, avec un temps de 59,06 au 100 mètres brasse, deuxième meilleur temps au monde de l'année, battant presque le record sud-américain de Henrique Barbosa de 59.03, obtenu en 2009 avec des survêtements technologiques.

### Jeux olympiques de 2016
Aux Jeux olympiques d'été de 2016, il a terminé 5e de la finale du 100 mètres brasse. Il a également terminé 6e du relais 4 × 100 mètres quatre nages,.

### 2017–2020

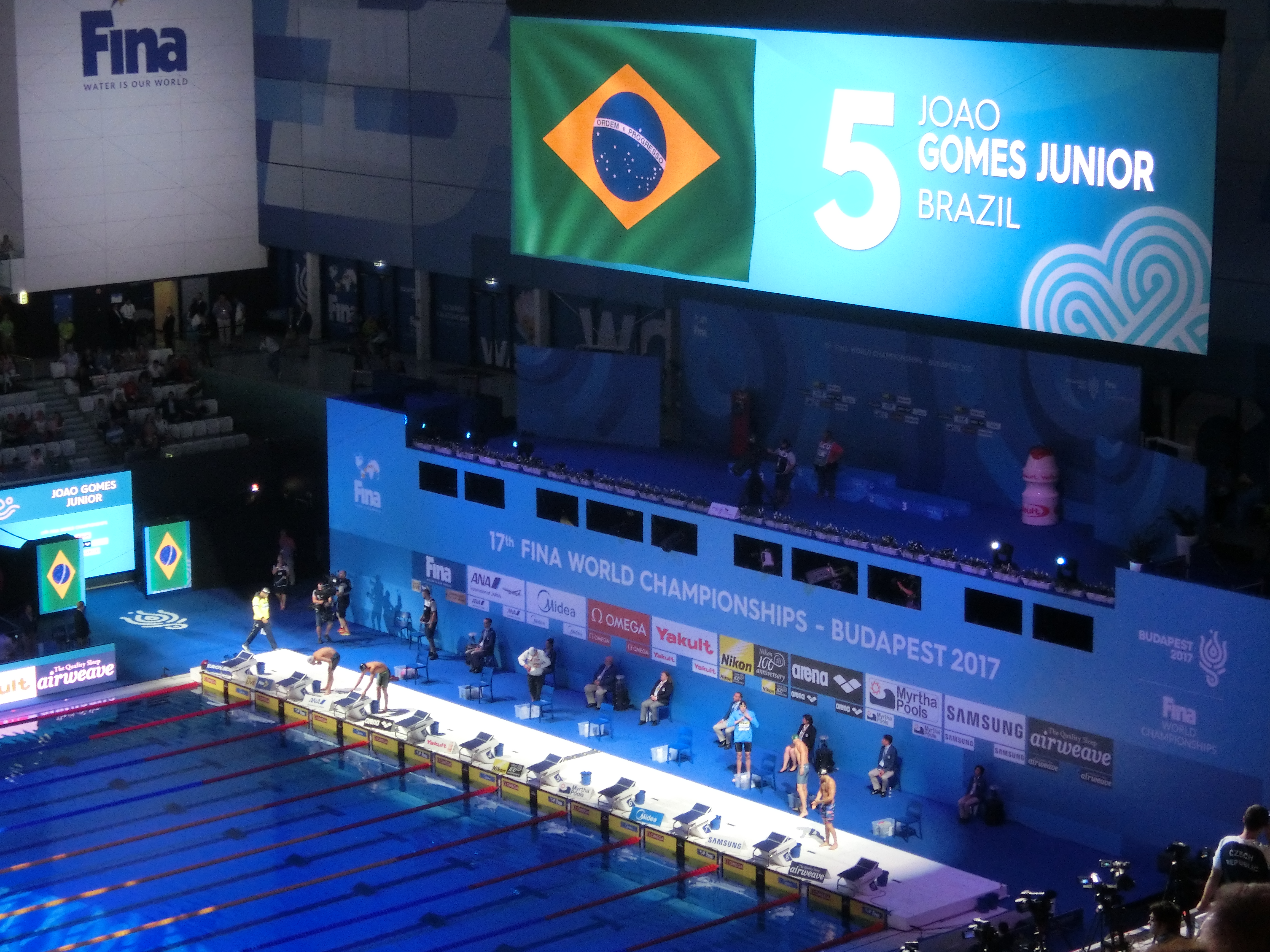
João Gomes au 50 mètres brasse aux Championnats du monde aquatiques 2017, où il a remporté la médaille d'argent.

Aux Championnats du monde de natation 2017 à Budapest, au 50 mètres brasse, il a battu deux fois le record des Amériques, avec 26,67 aux manches et 26,52 en finale, pour obtenir la médaille d'argent. Il a également terminé 11e au 100 mètres brasse et 5e au relais 4 × 100 mètres quatre nages, avec Henrique Martins, Guilherme Guido et Marcelo Chierighini,,,.
Aux Championnats pan-pacifiques 2018 au Japon, il a remporté une médaille de bronze au 100 mètres brasse, avec un temps de 59,60.
Aux Championnats du monde de natation en petit bassin 2018 à Hangzhou, en Chine, il a terminé 6e du 50 mètres brasse, 9e du relais mixte 4 × 50 mètres quatre nages et 11e du 100 mètres brasse,,.
Au Trophée Maria Lenk 2019, il a battu le record des Amériques au 50 mètres brasse, avec un temps de 26,42.
Aux Championnats du monde de natation 2019 à Gwangju, en Corée du Sud, il a remporté la médaille de bronze au 50 mètres brasse. C'était la première fois que le Brésil remportait deux médailles dans la même épreuve, dans un championnat du monde : Felipe Lima a remporté l'argent. Au relais 4 × 100 mètres quatre nages, il a terminé 6e, aidant le Brésil à se qualifier pour les Jeux olympiques de Tokyo 2020. Il a également terminé 11e au 100 mètres brasse,,,.
Aux Jeux panaméricains de 2019 à Lima, au Pérou, João Gomes Jr. fait ses débuts aux Jeux panaméricains tardivement mais efficacement, remportant l'or au 100 mètres brasse en battant le médaillé olympique Cody Miller et le vice-champion du monde 2017 Kevin Cordes, avec un temps de 59,51. Il a également remporté une médaille d'or au relais mixte 4 × 100 mètres quatre nages et une médaille d'argent au relais 4 × 100 mètres quatre nages,,.

### 2021-2024
Aux championnats du monde de natation en petit bassin 2021 à Abou Dabi, aux Émirats arabes unis, au 50 mètres brasse,  à près de 36 ans, il a remporté une médaille de bronze, avec un temps de 25 s 80. Il a également terminé 4e du relais 4 × 50 mètres quatre nages,,.

## Palmarès

### Championnats du monde

#### Grand bassin
- Championnats du monde 2017 à Budapest ( Hongrie) :
  -  Médaille d'argent du 50 m brasse.
- Championnats du monde 2019 à Gwangju ( Corée du Sud) :
  -  Médaille de bronze du 50 m brasse.

#### Petit bassin
- Championnats du monde 2021 à Abou Dabi (Émirats arabes unis) :
  -  Médaille de bronze du 50 m brasse.

### Jeux panaméricains
- Jeux Panaméricains 2019 à Lima (Pérou) :
  -  Médaille d'or du 100 m brasse.
  -  médaille d'or sur le relais 4 × 100 4 nages mixte.
  -  médaille d'argent sur le relais 4 × 100 4 nages.